# Vincetoxicum austrokiusianum
Vincetoxicum austrokiusianum là một loài thực vật có hoa trong họ La bố ma. Loài này được (Koidz.) Kitag. miêu tả khoa học đầu tiên năm 1959.